# Эспозито, Сальваторе (актёр)
Сальваторе Эспозито (итал. Salvatore Esposito; род. 2 февраля 1986, Неаполь) — итальянский актёр, известный своей ролью Каморра Дженнаро Савастано в телесериале «Гоморра» и ролью Винченцо в фильме «Робот Джиг».

## Биография
Сальваторе Эспозито учился в Неаполитанской киношколе, а также в Риме, где в 2013 году ему предложили первую роль в телесериале Il clan dei camorristi.
Эспозито стал известен публике ролью Дженни Савастано в телесериале «Гоморра», в котором он сыграл одну из главных ролей первых двух сезонов.
В 2016 году он сыграл Винченцо в фильме Габриеле Майнетти «Меня зовут Джиг Робот» и рэпера Санте в фильме Zeta от Козимо Алема.
В мае 2017 года он появился в клипе Volare певца Фабио Ровацци.
В настоящее время снимается в сериале «Фарго», очередной сезон которого должен выйти в 2020 году.

## Фильмография

### Кино
- 2015: La dolce arte di esistere, режиссёр Пьетро Реджани
- 2015: Букмекеры (короткометражный фильм), режиссёр Алессандро Тонда
- 2015: Карвина (короткометражный фильм), режиссёр Лука Марчионелли
- 2016 : Меня зовут Джиг Робот (Lo chiamavano Jeeg Robot), режиссёр Габриеле Майнетти
- 2016: Zeta, режиссёр Козимо Алема
- 2017: AFMV — Addio fottuti musi verdi, режиссёр Франческо Копальдо[2]
- 2017: Veleno, режиссёр Рино Карадонна
- 2018: Такси 5, режиссёр Франк Гастамбид
- 2018: Вы можете поцеловать жениха , режиссёр Алессандро Дженовези
- 2018: L’eroe. режиссёр Кристиано Ананиа
- 2018: Никто не виноват (короткометражный фильм), режиссёр Тони Д`Анджело
- 2019: Бессмертный — роль Дженнаро Савастано.

### Телевидение
- 2013 : Il clan dei camorristi — телешоу
- 2014 — : Гоморра — сериал. Роль Дженнаро Савастано.
- 2020 — : Фарго — сериал. Роль Гаэтано Фадда.